# Nīyanj
Nīyanj (persiska: نينج, نِيَنج) är en ort i Iran.   Den ligger i provinsen Hamadan, i den nordvästra delen av landet, 230 km väster om huvudstaden Teheran. Nīyanj ligger 1 923 meter över havet och antalet invånare är 464.
Terrängen runt Nīyanj är kuperad åt nordväst, men åt sydost är den platt. Runt Nīyanj är det ganska glesbefolkat, med 47 invånare per kvadratkilometer. Närmaste större samhälle är Razan, 11,4 km öster om Nīyanj. Trakten runt Nīyanj består i huvudsak av gräsmarker.